# Liste internationaler Kinder- und Jugendbücher

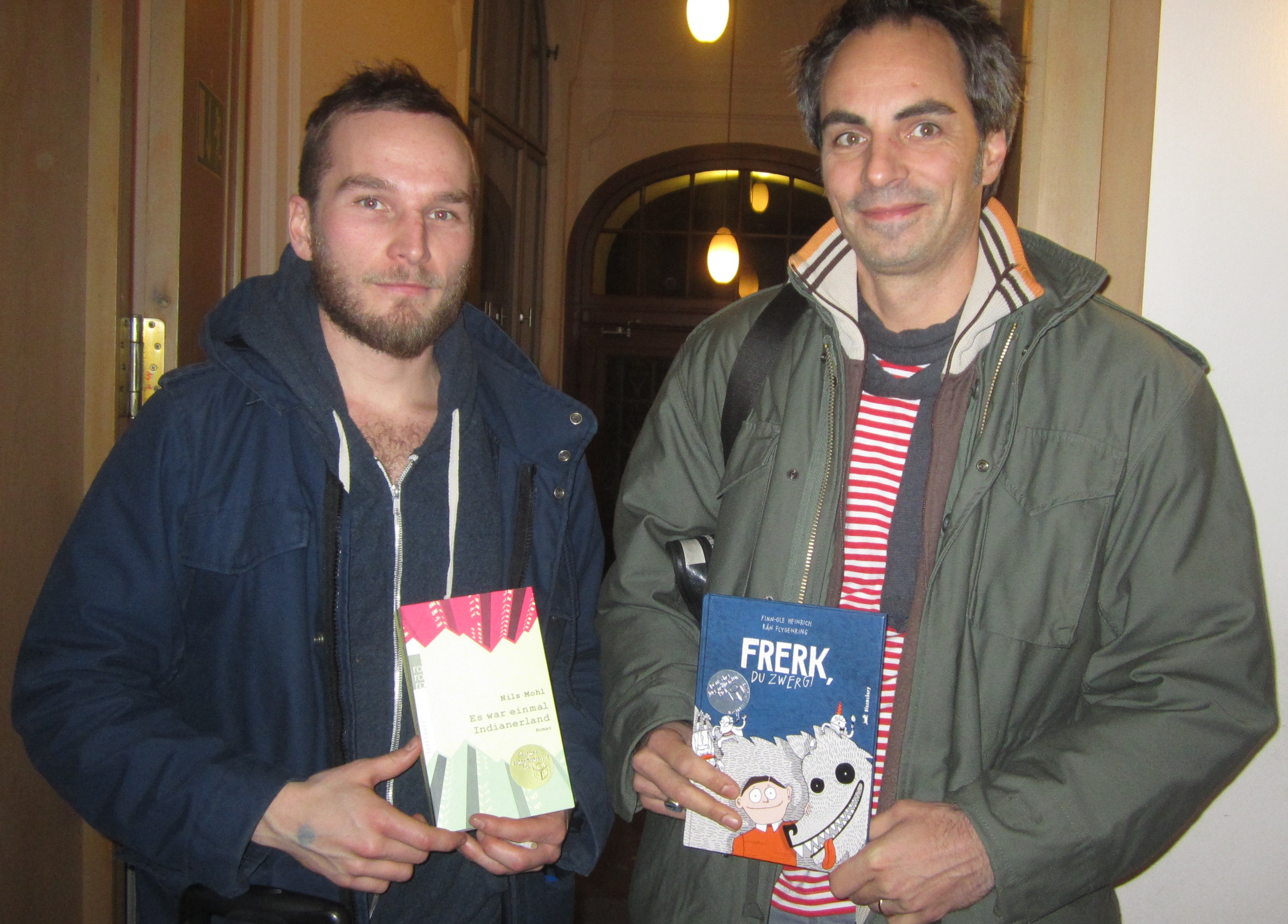
Finn-Ole Heinrich (links, Autor des Kinderbuchs Frerk, du Zwerg!) und Nils Mohl (rechts, Autor des Jugendbuchs Es war einmal Indianerland) im November 2012 in Berlin

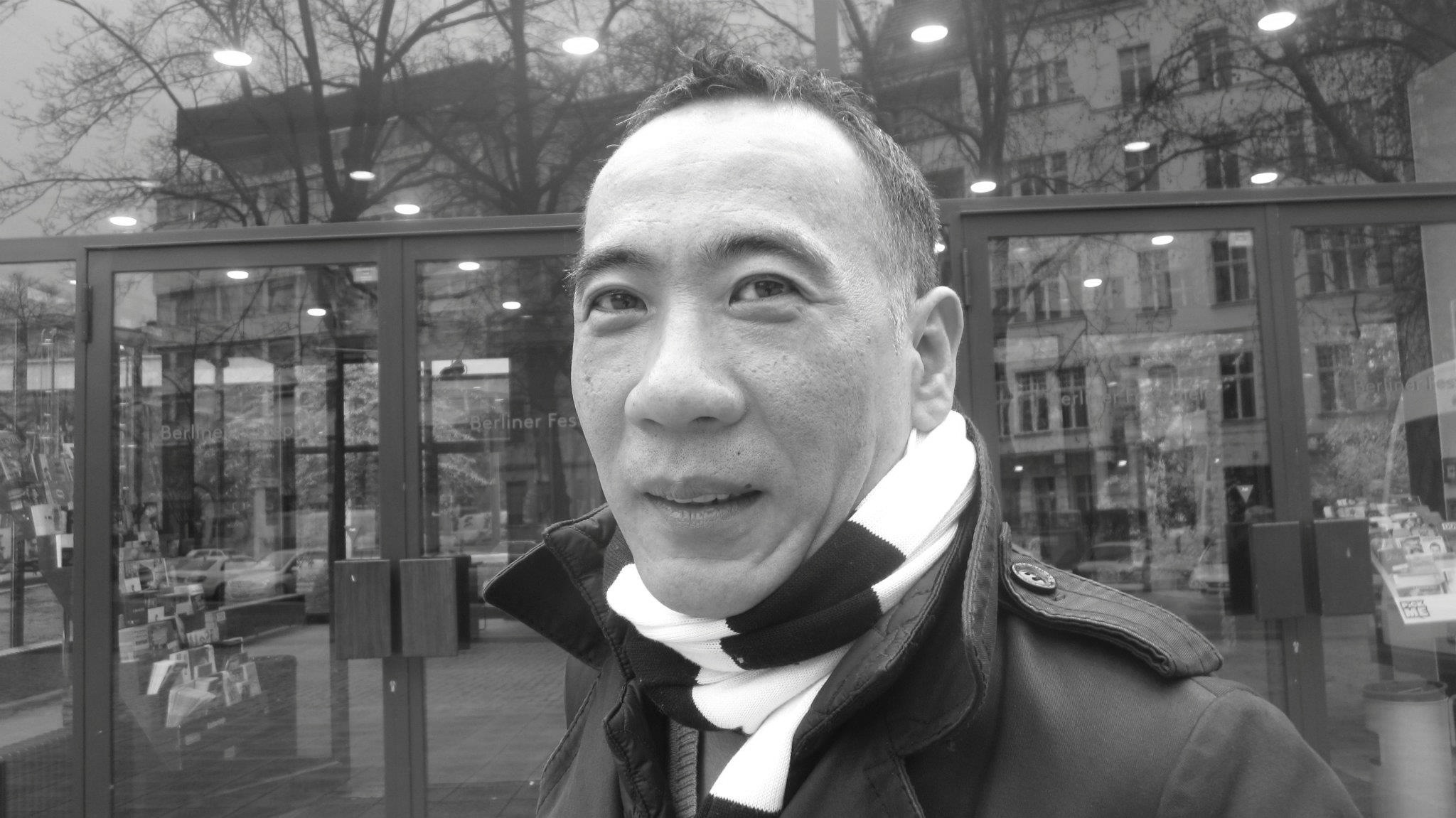
Chen Jianghong, Autor und Illustrator des Bilderbuchs An Großvaters Hand – Meine Kindheit in China im April 2012 in Berlin

Diese Liste enthält eine Auswahl internationaler Kinder- und Jugendbücher, die ins Deutsche übersetzt und in einem eigenen Wikipedia-Artikel gewürdigt wurden oder zumindest innerhalb eines Wikipedia-Artikels zu einem nicht-deutschsprachigen Autor in dessen Bibliografie aufgeführt sind. Angesichts der Vielzahl von Neuerscheinungen erhebt diese Liste keinen Anspruch auf Vollständigkeit.
Sortiert nach den Lesealtern Bilderbuch (Lesealter meist 0 bis 7 Jahre), Kinderbuch (Lesealter meist 8 bis 11 Jahre) und Jugendbuch (Lesealter meist ab 12 Jahren), werden hierin wiederum in alphabetischer Reihenfolge die jeweiligen Genres aufgeführt, in denen schließlich in alphabetischer Reihenfolge die Autoren und ihre Werke gelistet werden.

## Bilderbuch

### Alltagsgeschichten
- Vita Andersen: Petruschkas Lackschuhe [1984]
- Farideh Chalatbarie: Busfahrt ins Ungewisse, Der Schakal am Hof des Löwen
- Chen Chih-Yuan: Kleiner Spaziergang
- Chen Jianghong: An Großvaters Hand – Meine Kindheit in China (2009)
- Iwona Chmielewska: Blumkas Tagebuch
- Gabriela Cichowska: Fräulein Esthers letzte Vorstellung – Eine Geschichte aus dem Warschauer Ghetto
- Mariana Chiesa Mateos: Migrando
- Kitty Crowther: Annie, Der Besuch vom kleinen Tod
- Enzo: Ein Jahr lang Schüler 34 in Klasse A
- Sven Nordqvist: Pettersson und Findus (mehrere Fortsetzungen)
- Jan Procházka: David und der Weihnachtskarpfen [1975]
- Maurice Sendak: Wo die wilden Kerle wohnen [1963]: Brundibár [2002], William Steig: Gelb und rosa

### Tiergeschichten
- Hans de Beer: Der kleine Eisbär (mehrere Fortsetzungen)
- Eric Carle: Die kleine Raupe Nimmersatt [1969]
- Chen Chih-Yuan: Gui-Gui, das kleine Entodil
- Chen Jianghong
- Gabriela Cichowska: Fantje
- Julia Donaldson: Der Grüffelo, Das Grüffelo-Kind
- Kathrin Schärer: Johanna im Zug (2009)
- Józef Wilkoń: Tallula – Königin der Nacht (2012)

## Kinderbuch

### Alltagsgeschichten
- Philip Ardagh: Schlimmes Ende (mehrere Fortsetzungen)
- Moni Brännström: Tsatsiki-Tsatsiki (mehrere Fortsetzungen)
- Kate DiCamillo: Winn-Dixie (2000)
- Finn-Ole Heinrich: Frerk, du Zwerg! (2011)
- Salah Naoura: Matti und Sami und die drei größten Fehler des Universums (2011), Dilip und der Urknall und was danach bei uns geschah (2012)
- Frida Nilsson: Hedvig! Das erste Schuljahr (2012)
- Per Olov Enquist: Großvater und die Wölfe
- Frances Hodgson Burnett: Der kleine Lord (1886)
- Astrid Lindgren: Wir Kinder aus Bullerbü (1947; mehrere Fortsetzungen)
- R. J. Palacio: Wunder (2013)

### Märchen und Fabeln
- Äsop: Fabeln
- Jean de La Fontaine: Fabeln
- Nelson Mandela: Meine afrikanischen Lieblingsmärchen [2004]
- Charles Perrault: Sämtliche Märchen [1697]

### Tiergeschichten
- Colin Dann: Als die Tiere den Wald verließen [1980] (mehrere Fortsetzungen)
- Kenneth Grahame: Der Wind in den Weiden [1908]
- James Herriot: Der Doktor und das liebe Vieh [1970] (mehrere Fortsetzungen)
- Luis Sepúlveda: Wie Kater Zorbas der kleinen Möwe das Fliegen beibrachte [1996]

### Fantasy
- James Matthew Barrie: Peter Pan [1911]
- L. Frank Baum: Der Zauberer von Oz [1900] (mehrere Fortsetzungen)
- Frances Hodgson Burnett: Der geheime Garten [1909],
- Lewis Carroll:
  - Alice im Wunderland [1865]
  - Alice hinter den Spiegeln [1871],
- Carlo Collodi: Pinocchio [1883]
- Roald Dahl:
  - Charlie und die Schokoladenfabrik [1964]
  - Charlie und der große gläserne Fahrstuhl [1972]
  - Matilda [1988]
  - Hexen hexen [1983]
- Selma Lagerlöf: Die wunderbare Reise des kleinen Nils Holgersson mit den Wildgänsen [1906, 1907]
- Astrid Lindgren: Pippi Langstrumpf
- Hugh Lofting: Doktor Dolittle und seine Tiere [1920] (mehrere Fortsetzungen)
- Alan Alexander Milne: Pu der Bär [1926], Pu baut ein Haus [1928]
- Edith Nesbit: Die Kinder von Arden (mehrere Fortsetzungen)
- Jenny Nimmo: Charlie Bone und das Geheimnis der sprechenden Bilder [2003] (mehrere Fortsetzungen)
- Antoine de Saint-Exupéry: Der kleine Prinz [1943]
- Jonathan Swift: Gullivers Reisen [1735]
- P. L. Travers: Mary Poppins [1934] (mehrere Fortsetzungen)
- Oscar Wilde: Das Gespenst von Canterville [1887]

### Lyrik
- Robert Paul Weston: Zorgamazoo (2012)

## Jugendbuch

### Historienromane bis zum 20. Jahrhundert
→ Siehe: Historischer Roman
- Charles Dickens:
  - Oliver Twist [1837–1839],
  - David Copperfield [1849–1850],
- Tonke Dragt: Der Goldschmied und der Dieb [1961]
- Rudyard Kipling:
  - Das Dschungelbuch [1894] (Fortsetzung [1895]),
  - Kim [1901]
- Anna Sewell: Black Beauty
- Robert Louis Stevenson:
  - Die Schatzinsel [1883],
  - Die Entführung des David Balfour [1880]
- Mark Twain:
  - Die Abenteuer von Tom Sawyer [1876],
  - Die Abenteuer von Huckleberry Finn [1885]

### Beginn 20. Jahrhundert bis Ende Zweiter Weltkrieg
- Martin Andersen Nexø: Pelle der Eroberer [1910]

### Krieg
- Lew Kassil: Schwambranien
- Judith Kerr: Als Hitler das rosa Kaninchen stahl [1973] (2 Fortsetzungen)
- Uri Orlev: Lauf, Junge, lauf

### Nachkriegszeit
- William Golding: Herr der Fliegen, [1954]
- Roald Dahl: Danny und die Fasanenjagd [1975]
- Susan E. Hinton: Die Outsider [1969]
- Judith Kerr: Eine Art Familientreffen

### Gegenwart
- Frank Cottrell Boyce: Millionen [2003]
- Jostein Gaarder: Sophies Welt [1991]
- Patricia MacLachlan: Schere, Stein, Papier [1993]
- Joyce Carol Oates: Unter Verdacht
- Louis Sachar: Löcher. Die Geheimnisse von Green Lake [1998]
- Bali Rai: Bloß (k)eine Heirat [2001]

### Realismus
- Richard Van Camp: Die ohne Segen sind [1996]
- Bret Easton Ellis: Einfach unwiderstehlich! [1987]
- Anne Fine: Familien-Spiel [1995]
- Henning Mankell: Der Chronist der Winde [2000]
- Rodman Philbrick: Freak [1993]
- Morton Rhue:
  - Die Welle [1981]
  - Ich knall euch ab! [1999]

### Cliquen-Geschichten
- Enid Blyton: Hanni und Nanni [ab 1941] (mehrere Fortsetzungen)

### Liebesgeschichten
- Frances Hodgson Burnett: Der kleine Lord [1886]
- Jerry Spinelli: Stargirl [2000]

### Schulgeschichten
- René Goscinny/Jean-Jacques Sempé: Der kleine Nick (mehrere Fortsetzungen)

### Detektivgeschichten
- Enid Blyton:
  - Fünf Freunde [ab 1942] (mehrere Fortsetzungen)
  - Abenteuer-Serie [1944–1955]
- Carl Hiaasen: Eulen [2002]
- Astrid Lindgren: Meisterdetektiv Kalle Blomquist [1946] (mehrere Fortsetzungen)

### Agentengeschichten
- Charlie Higson: Stille Wasser sind tödlich [2005] (mehrere Fortsetzungen)

### Phantastische Literatur, Fantasy
→ Siehe: Phantastische Kinder- und Jugendliteratur, Fantasy
- T. A. Barron: Merlin – Wie alles Begann [1996] (mehrere Fortsetzungen)
- Charles Dickens: Ein Weihnachtsmärchen, [1843]
- Tonke Dragt: Der Brief für den König [1962]
- William Goldman: Die Brautprinzessin, [1973]
- George Orwell: Farm der Tiere, [1948]
- Lemony Snicket: Eine Reihe betrüblicher Ereignisse, [1999ff]

### Science Fiction
→ Siehe: Science Fiction
- John Christopher:
  - Die Wächter, [1970]
  - Leere Welt

### Entwicklungsromane
→ Siehe: Entwicklungsroman

### Behinderung, Krankheit
- Jaap ter Haar: Behalt das Leben lieb
- Mark Haddon: Supergute Tage oder Die sonderbare Welt des Christopher Boone
- Marie-Aude Murail: Simpel
- Rodman Philbrick: Freak

### Drogen
- Melvin Burgess: Junk

### Sterbeerfahrungen und Tod
- John Green: Das Schicksal ist ein mieser Verräter (2012)
- Astrid Lindgren: Die Brüder Löwenherz [1973]
- Katarina Mazetti: Es ist Schluss zwischen Gott und mir

### Philosophie
- Catherine Clément: Theos Reise, [1997]
- Jostein Gaarder: Sofies Welt, [1991]

### Biografien, Autobiografien
- Anne Frank: Tagebuch der Anne Frank
- Alex Haley: Wurzeln

### Sachbücher
- David Macaulay:
  - Sie bauten eine Kathedrale
  - Sie bauten eine Moschee
  - Eine Stadt wie Rom. Planen und Bauen in der römischen Zeit (1974)